# 류태영
류태영(柳泰永, 1936년 ~ )은 대한민국의 사회학자이자 농촌청소년미래재단 이사장이다. 건국대학교 전 부총장이기도 하다. 덴마크 국왕 프레데릭 9세의 초청으로 농촌 개발 모델을 연구하여 대한민국에 새마을 운동을 도입한 선도적인 인물로 알려져 있으며 1972년 박정희 대통령 뜻에 따라 청와대 새마을 운동 담당실에서 일했다. 새마을 운동은 사막을 옥토로 바꾸는 유대인의 개척자적인 정신과 세계적인 사회 복지국가를 만든 덴마크 국민정신에 기초한 국민운동의 비전을 추구하였다. 그는 박정희 대통령의 전적인 신뢰를 바탕으로 새마을 운동을 전격적으로 확산시키고 성공시키는 데 크게 기여할 수 있었다.

## 어린 시절
1936년 5월 14일, 머슴의 아들로 당시 일본의 압정 하에 있었던 대한민국 전라북도 임실군 관촌면 복홍리 가리진바우 마을에서 태어났다. 궁핍한 환경, 절대적인 빈곤 상태에 놓여있었던 대한민국의 시골 마을에서 자란 그는, 매일의 굶주림과 고된 노동 속에서 대한민국 농촌 부흥운동의 미래에 대한 꿈을 가지게 된다.

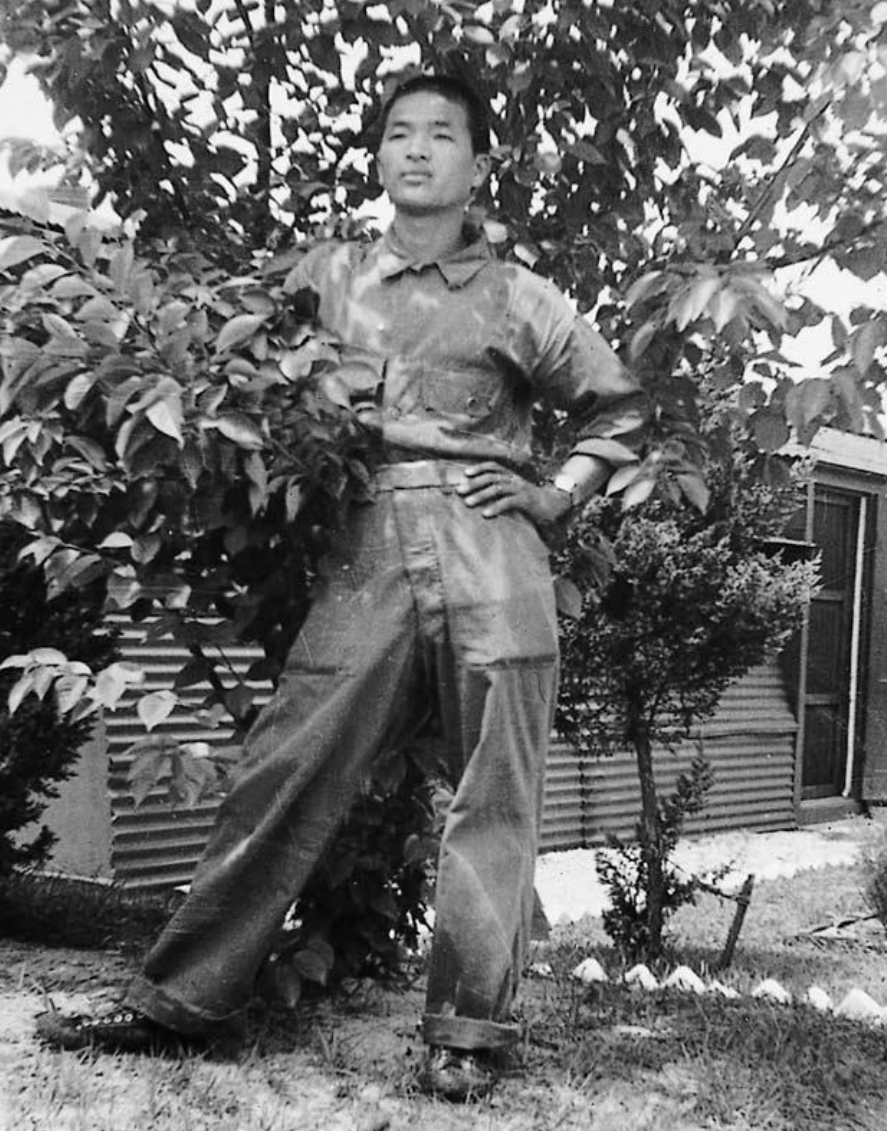
1954년 서울, 미군부대 구두닦이 시절

1953년도에 고향 임실에서 가정교사로 가르쳤던 부유한 가정집의 지원으로 18살 이란 늦은 나이에 중학교를 졸업했다. 그 후 서울로 올라가 구두닦기, 신문배달과 행상 등 온갖 일을 하면서 야간 고등학교를 마치고 1957년 건국대학교에 진학하였다.

## 해외 유학
우리나라의 가난을 살려보기 위해 선진 복지국가로 유학을 고민하던 중 류달영 박사의 「새 역사를 위하여」 책에서 덴마크의 가난한 농촌이 세계적인 복지국가로 탈바꿈한 기록을 읽은 후 덴마크 유학을 결심하였다. 그때 대한민국은 덴마크와 어떠한 연고도 없는 상태였으나 그는 가장 높은 사람에게 보낸다는 기지를 발휘하여 덴마크 국왕인 프레데릭 9세에게 보낼 편지를 작성했다. 대사관도 없던 시절이라 왕궁의 주소도 몰랐지만, 우편 배달부는 알 것이라는 믿음으로 편지를 보냈으며 한 달만에 기적적으로 덴마크 왕궁과 외무성에서 답장을 받았다. "당신이 원하는 기간, 원하는 장소에서, 원하는 분야를 공부할 수 있도록, 우리 정부가 책임을 지겠다"라는 초청 편지를 받은 후, 1968년 7월, 그는 33세의 나이에 덴마크 정부의 지원으로 유학길에 오르게 된다.

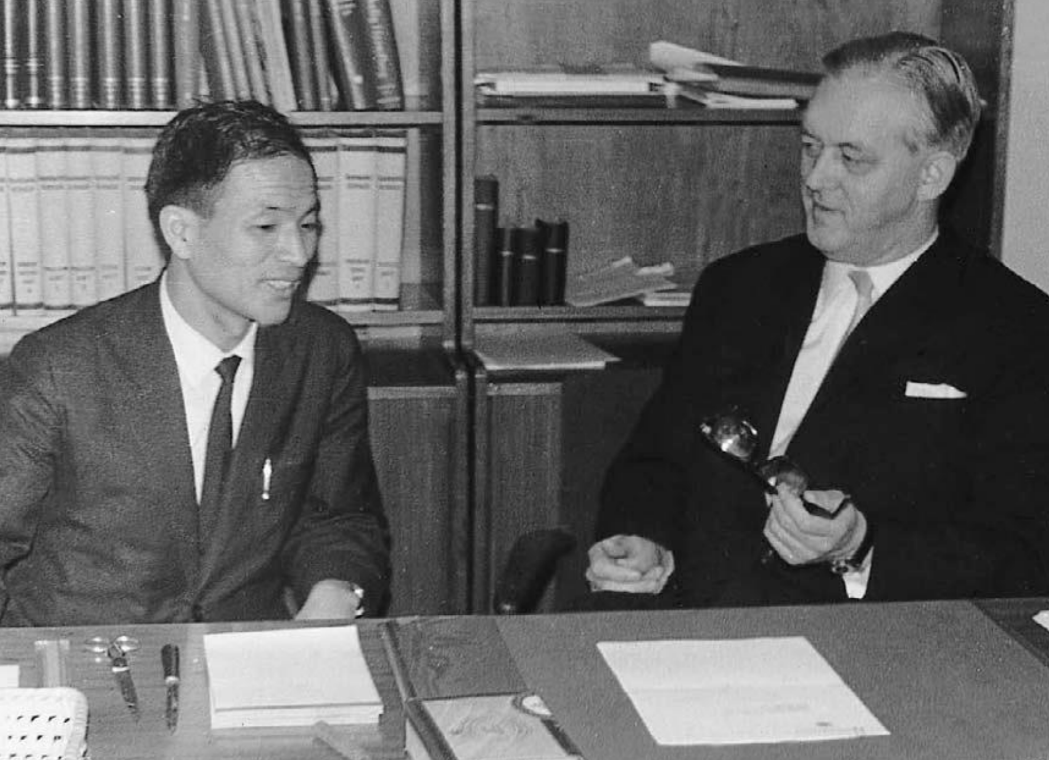
1968년 덴마크 유학 시절, 왕국 교회부장관을 방문한 류태영

덴마크어를 3개월 만에 터득하여 복지국가와 국민운동에 관해 2년간 배웠지만, 그 당시 덴마크는 복지국가로 이미 완성된 상태여서 실제로 농촌 유토피아의 발전을 경험해 볼 기회는 많지 않았다. 그는 "건축으로 말하자면 완성된 건물과 설계도만 보는 것 같다"라며 이번에는 실제 부흥 운동이 진행 중인 이스라엘 유학을 결심하게 된다. 이번에도 당시 이스라엘 대통령이었던 잘만 샤자르에게 편지를 보낸 후 항공권, 생활비, 의료비, 학비 모든 지원을 이스라엘 정부로부터 약속받고 중동 이스라엘로 유학을 가게 된다.

## 새마을 운동 창시
이스라엘에서 귀국 후 1971년 건국대학교 설립자 유석창 박사의 특채로 건국대 축산학과 교육담당자로서 근무하였다. KBS한국방송공사에서 농촌전문가로 아침 농가방송을 1년간 진행하던 중 청와대 대통령 비서실의 홍성철 정무수석의 연락을 받게 된다. 그는 청와대에서 농촌 발전 프로젝트에 대한 조언 요청을 받았고 본인의 농촌 경험 및 선진국의 발전 모델을 소개하며 대한민국 농촌을 위한 비전을 제시하였다. 그에 대해 보고받은 박정희 대통령은 학교에 사표를 내고 내일부터 나오라는 제안을 하였지만, 그는 가르치는 학생들을 위해 거절하였다. 그러나 그날 새벽에 청와대 및 문교부가 건국대학교 재단이사장과 총장에게 특별히 부탁한 계기로 다음 날 아침 청와대로 출근하게 된 일화가 있다.
1972년 3월15일, 그는 박정희 대통령에 의해 농촌 혁신 운동인 새마을 운동 담당자로 위촉되었으며 새마을운동 초창기의 핵심적인 일을 할 수 있었다. 그는 덴마크와 이스라엘에서 연구하고 배운 경험을 바탕으로 전략적인 아이디어와 실행방안을 대통령에게 제안하였으며 대통령은 새마을 운동에 관해 그를 전적으로 신뢰하고, 그의 기획을 실행할 수 있도록 하였다. 그 당시 류태영 박사가 제시한 새마을운동의 기본 정신 세 가지 요소인 "근면, 자조, 협동"이란 표어는 새마을운동 본부 연수원 박물관에 박정희 대통령의 친필로 보관되어 있다.

## 새마을 운동 이후
유신정권 때 유신국회의원으로 내정되었지만, 그는 정치가가 되기보다는 공부를 더 하기로 하여 거절하였다. 그는 이스라엘 정부에 국비 장학생으로 대학원에서 공부할 수 있도록 도움을 요청하였다. 그리하여 이스라엘 외무부의 장학금을 받으면서 1973년 7월부터 예루살렘 히브리대학에서 농촌사회학을 전공하였다. 일반적으로 석사는 2년, 박사는 5년 걸리는 과정이지만, 4년 만에 석박사를 우수성적으로 취득하고 유대인이 아닌 사상 첫 동양인 교수로서 이스라엘 국립 벤구리온 대학에서 히브리어로 한국문화사를 가르쳤다. 그리고 1978년, 조국의 농촌 발전에 도움을 주기 위해 이스라엘에서의 모든 지위와 명예를 포기하고 다시 귀국하였다.

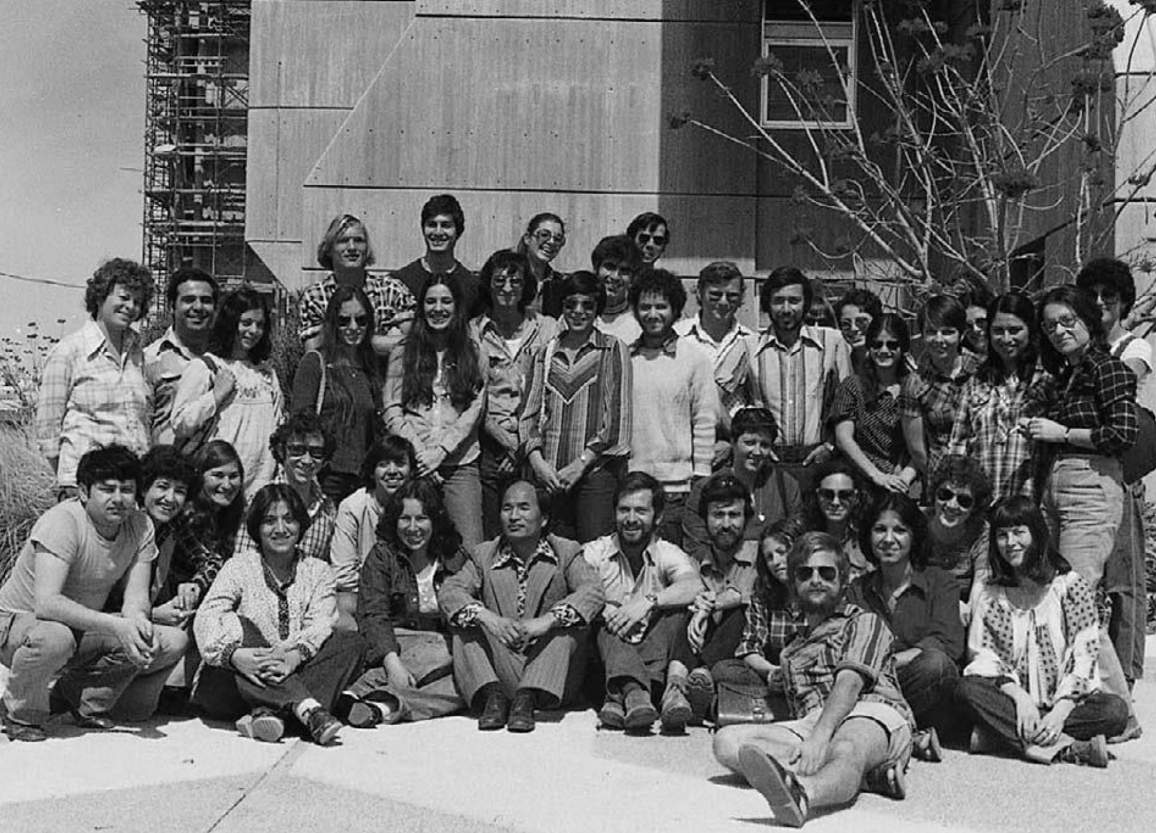
1978년 벤구리온 대학 교수 시절, 담당한 유대인 학생들과 함께

귀국 후 건국대학교 전임교원으로 임용되어 학교 부설 새마을 연구소장을 겸임하였다. 1993년 2월부터 1994년 8월까지 건국대학교 부총장직을 역임하였고 2001년까지 정교수로 재직하였다. 은퇴 후 가난한 학생들에게 장학금을 지원하고 국가와 사회의 지도자로 성장시키기 위한 농촌청소년미래재단을 출판 수입과 강연료로 모은 개인 자산 4억 3천만원 및 후원회의 모금을 합쳐 2002년도에 설립하였다.

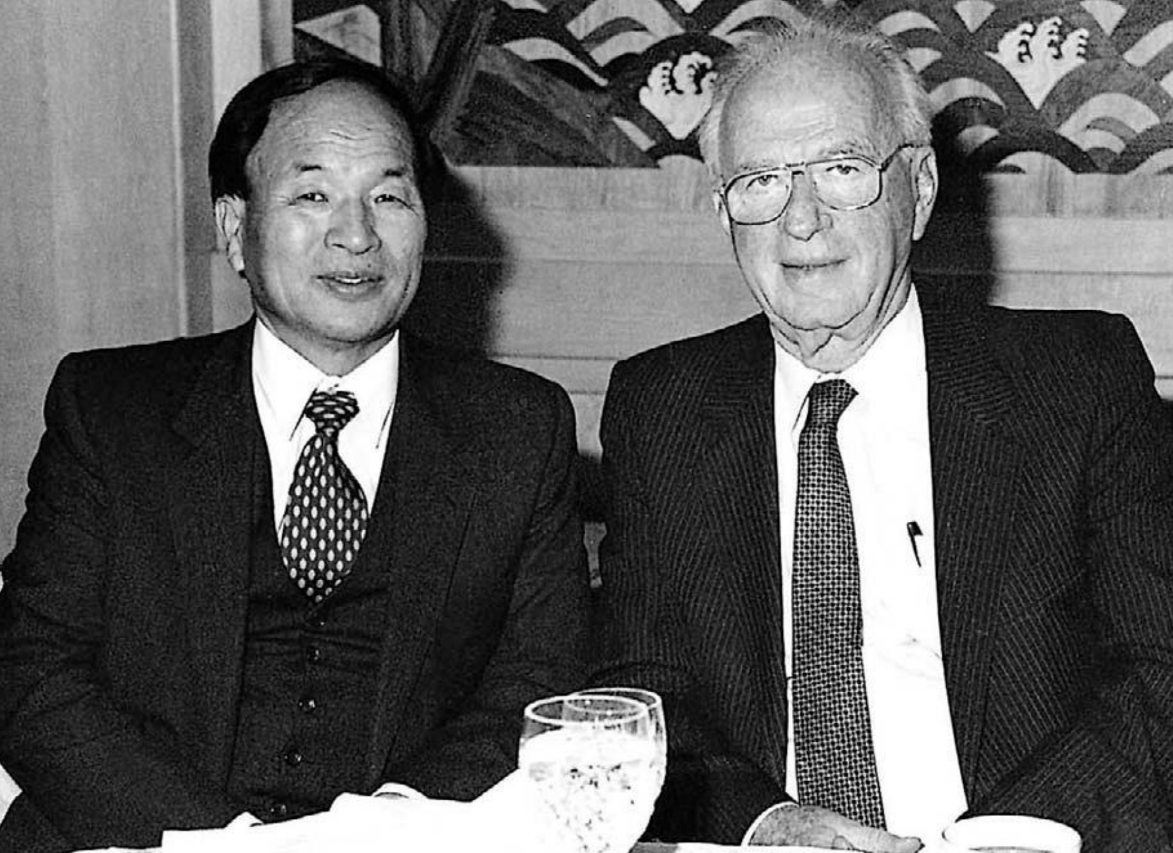
1994년 이스라엘 총리 이츠하크 라빈 방한, 한국과 이스라엘 문화계에 기여한 공로에 대한 감사표창장을 받은 류태영

## 학력
- 1964년 건국대학교 졸업 법률학 전공
- 1965년 한국성서대학교 기독교교육학 학사
- 1969년 덴마크 노르딕농과대 수료
- 1978년 히브리대학교 대학원 사회학 석사 및 박사

## 경력
- 대통령비서실 초대 새마을담당
- 이스라엘 네게브 벤구리온 대학교 교수
- 건국대학교 교수
- 건국대학교 농과대학 학장
- 대산농촌문화재단 이사장
- 건국대학교 부총장
- 도산아카데미연구원 원장
- 한국이스라엘친선협회 회장
- 한국농촌사회학회 회장
- 아시아농촌사회학회 회장

## 상훈
- 1972. 5. 8 공로휘장(교육 및 육성유공): 재향군인회
- 1980.12.18 산업훈장 동탑상: 대통령 수여
- 1988.12.12 공로표창(해외홍보): 문화공보부 이광표 장관
- 1985.10.25 새마을훈장 노력장: 대통령 수여
- 1994.12.17 표창장(문화교류 유공): 이츠하크 라빈 이스라엘 수상 수여
- 1995. 6.20 미국 LA시장 표창(사회봉사 및 한미친선 교류 유공): Richard J.Riordan 수여
- 1995. 6.20 미국 상원의원 표창장(사회봉사 유공): Barbara Boxer 수여
- 1995. 6.26 미국 상원의원 표창장(사회봉사 유공): Richard G.Polanco 수여
- 2001. 8.23 국무총리 표창(2세 교육 유공): 이한동 총리 수여

## 주요 저서
- 복음과 구국과 종교교육의 전개(한국성서 신학교, 1964)
- 외국의 새마을운동(공저, 금문사, 1972)
- Cooperative Farming in Israel(건국대 출판부, 1979)
- 이스라엘 민족정신의 뿌리(아가페 출판사, 1981)
- 잘사는 작은나라(공저, 흥사단출판부, 1984)
- 이스라엘 국민정신과 교육(이스라엘문화원 출판부, 1986)
- The Patterns of Development from Above &Below (Land Reform Training Institute, Taiwan, China 1986)
- Jewish Immigration and Agricultural Settlements in Israel (The Institute of Israeli Culture, Seoul, 1987)
- 이스라엘 그시련과 도전(삼성 출판사, 1991)
- 천재는 없다(성현출판사, 1995)
- 이스라엘 농촌사회구조와 한국농촌사회(양문각, 1996)
- 이스라엘 민족의 지혜(편저, 한국이스라엘친선협회, 1999)
- 언제까지나 나는 꿈꾸는 청년이고 싶다(국민일보 출판부, 2000)
- 천재를 만드는 유태인의 가정교육법(국민일보, 2001)
- 지혜의 샘, 탈무드에서 배우는 자녀교육법(국민일보, 2002)
- 이스라엘 바로알기(국민일보, 2006)
- 꿈과 믿음이 미래를 결정한다 (국민일보, 2007)
- 나는 긍정을 선택한다 (두란노, 2007)
- 기도 인생 (두란노, 2010)